# Blaga Dimitrova
Blaga Nikolova Dimitrova (búlgar: Блага Николова Димитрова; 2 de gener de 1922 - 2 de maig de 2003) fou una poetessa, escriptora i traductora búlgara i vicepresidenta de Bulgària des del 1992 fins al 1993.

## Biografia
Blaga Nikolova Dimitrova va néixer el 2 de gener de 1922 a Biala Slàtina, província de Vratsa, a la família d'una mare mestra i un pare advocat. Va créixer a Veliko Tàrnovo. El 1941 es va graduar a la secundària clàssica de Sofia, i el 1945, es va llicenciar en eslavística a la Universitat de Sofia. El 1951 va defensar una tesi sobre "La poesia de Maiakovski i Bulgària" a l'Institut de Literatura Maksim Gorki de Moscou.
A Bulgària, va emergir especialment com a traductora del grec antic, polonès, rus, suec, alemany i vietnamita, va escriure ressenyes i assaigs literaris i va treballar com a editora de llibres juvenils. Durant la guerra del Vietnam, va viatjar al Vietnam cinc vegades i finalment va adoptar una noia vietnamita. Estigué casada amb el crític literari Iordan Vassilev.
Al final de l'era comunista de Bulgària, ella i altres van fundar el Comitè per a la protecció del medi ambient de Russe i el Club per a la Democràcia, que es va convertir més tard en la lliga opositora Unió de Forces Democràtiques. El 1991 es va convertir en diputada d'aquest partit a l'Assemblea Nacional de Bulgària.
Del 1992 al 1993, va ser vicepresidenta de Bulgària, però va abandonar el càrrec a causa de desavinences amb el president Jéliu Jélev.
Blaga Dimitrova va ser molt popular a Bulgària per les seves obres literàries, però també pel seu compromís social. Va ser presidenta de la Fundació Raïna Kabaivanska per a orfes i va rebre nombrosos premis literaris, com ara el Gran Premi de l'Associació Europea d'Autors Die Kogge (2001).
El 2 de maig de 2003, després d'una greu malaltia oncològica i un ictus, Dimitrova va morir a Sofia.

## Creativitat
- До утре / "Fins demà", poemes, 1959
- Светът в шепа / "El món en un grapat", poemes 1962
- Обратно време / "L'hora del retorn", poemes 1965
- Пътуване към себе си / "Viatge a mi mateixa", novel·la 1965
- Осъдени на любов / "Condemnat a l'amor", poemes 1967
- Отклонение / "Desviació", novel·la, 1967
- Мигове / "Moments", poemes, 1968
- Лавина / "Allau", novel·la, 1971
- Как / "Com", poemes 1974
- Младостта на Багряна и нейните спътници / "La joventut de Bagriana i els seus companys", 1975
- Дни черни и бели. Елисавета Багряна - наблюдения и разговори / Dies blancs i negres. Elissaveta Bagriana: observacions i converses, 1975
- Гонг / "Gong", poemes 1976
- Пространства / "Espais", poemes, 1980
- Лице / "La cara", novel·la, 1981
- Лабиринт / "Laberint", poemes 1987
- Между / "Entre", poemes 1990
- Нощен дневник / "Diari nocturn", poemes 1992
- Отсам и отвъд. Силуети на приятели / "Des d'aquí i més enllà. Siluetes d'amics", 1992
- Знаци по снега / "Senyals a la neu", 1992
- Нощна лампа сред бял ден / "Llum de nit en plena llum del dia", 1999; ISBN 954-492-141-9
- Времена / "Temps", 2000; ISBN 954-439-659-4
- Събрани творби, obres completes
  - Том 1. Ранни стихове, 2003; ISBN 954-90735-6-4
  - Том 2. Лирика и поеми, 2003; ISBN 954-90735-8-0
  - Том 3. Пътуване към себе си, 2003; ISBN 954-90735-9-9
  - Том 4. Отклонение, 2004; ISBN 954-9310-03-5
  - Том 5. Страшния съд, 2004; ISBN 954-9310-04-3
  - Том 6. Лавина, 2005; ISBN 954-9310-05-1